# Větrný mlýn (Choltice)
Větrný mlýn německého (sloupového) typu se nachází v obci Choltice, okres Opava. Byl zapsán do Ústředního seznamu kulturních památek ČR.

## Historie

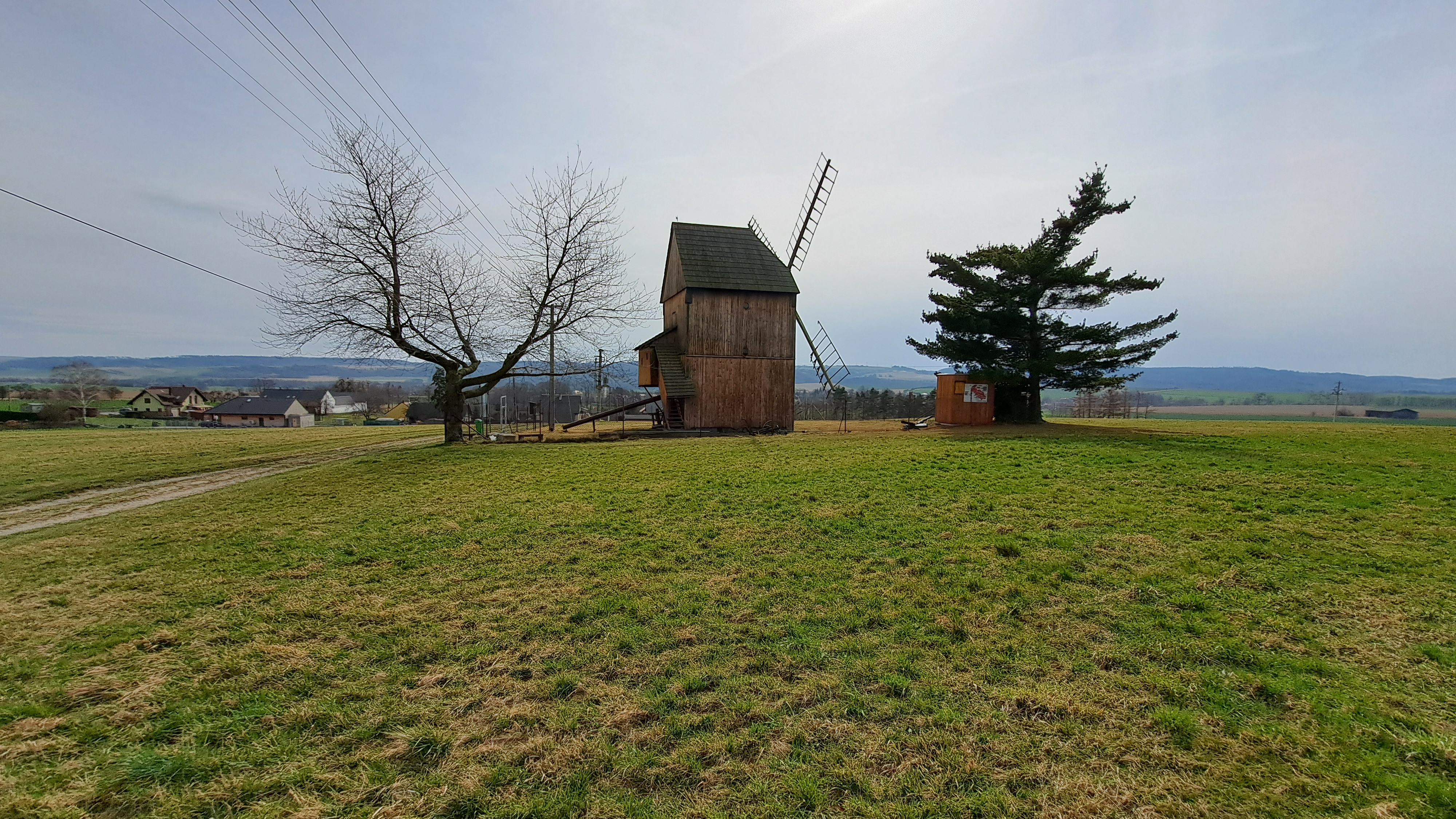

Větrný mlýn byl postaven v roce 1833 Augustinem Foltýnem ve vesnici Sádek. V roce 1878 byl zakoupen mlynářem Františkem Romfeldem a přenesen do Choltic. Mlýn se nachází asi jeden kilometr severně od Litultovic v nadmořské výšce 350 m. Byl činný do druhé světové války. V období války tajně mlel a po válce byl činný až do roku 1954. V roce 1958 byly provedeny nejnutnější opravy a v roce 1969 byl chátrající mlýn celkově zrekonstruován. V roce 1994 mlýn odkoupil zpět původní majitel Konrád Romfeld. V roce 2003 byl mlýn opraven Radomírem Romfeldem. Mlýn je přístupný. 

## Popis

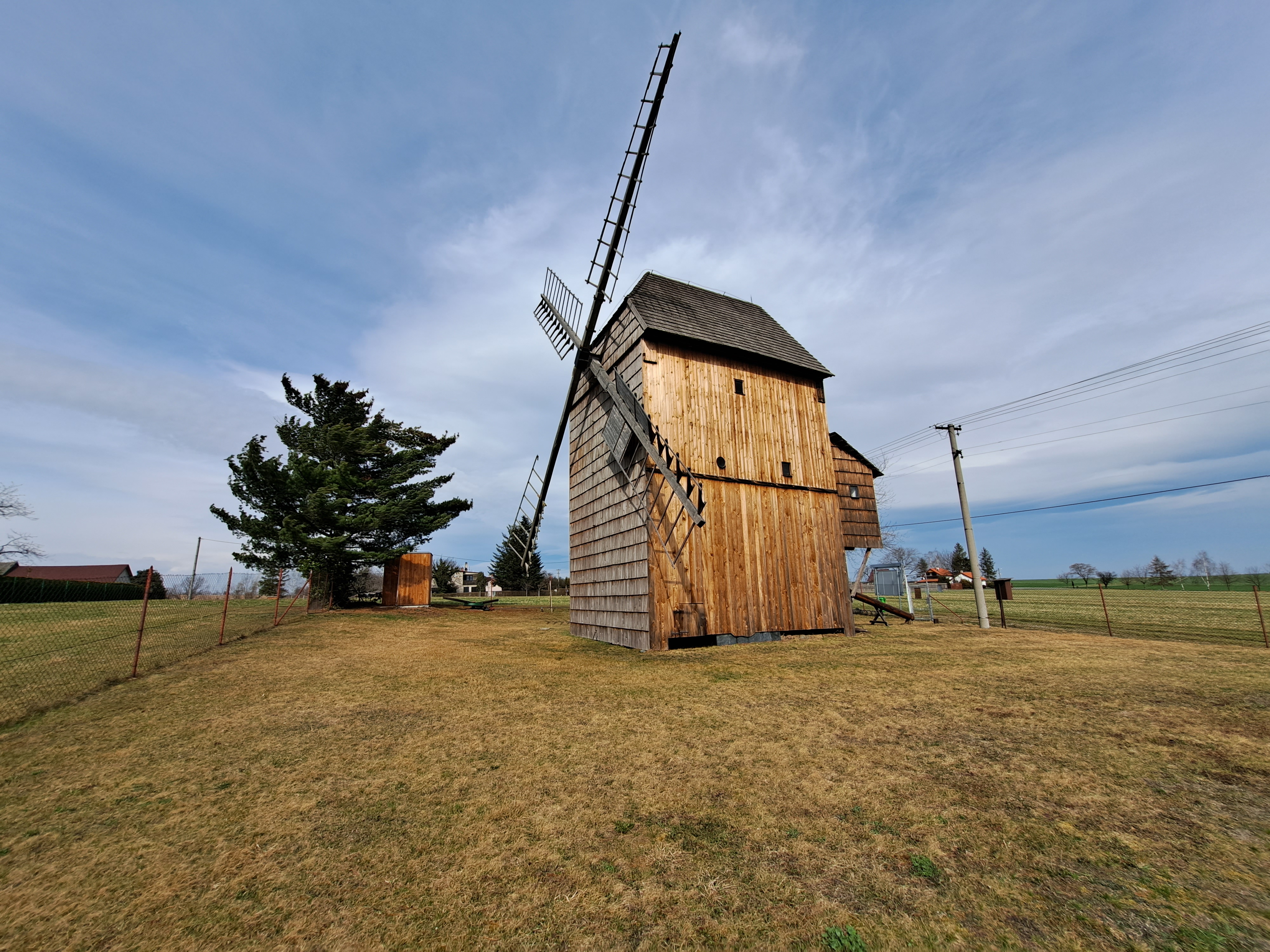

Dřevěný mlýn německého (sloupového, beraního) typu na obdélném půdorysu je osazený na dřevěném sloupu, který umožňuje otáčení. Stěny jsou kryté bedněním, návětrná strana a sedlová střecha s valbou vysoká pět metrů je krytá šindelem. Na závětrné straně je šalanda s krytým schodištěm a tzv. ocasy (ráhna) k natáčení mlýna proti větru. Na hlavním hřídeli byla dvě kola, paleční o průměru 3,4 metry s 145 palci a druhé bez palců sloužilo jako řemenice. Ve mlýně je jedno složení. Mlecí kámen o průměru 1,42 metrů dosahoval při mletí až 108 otáček za minutu, to je obvodová rychlost 8 m/s. Mlýn má čtyři perutě vytočené o 25°, plocha jednoho křídla je 12,3 m². V moučnici se nachází sbírka sekernického nářadí.
| půdorys [m] | výška [m] | průměr větrného kola [m] | zdroj             |
| ----------- | --------- | ------------------------ | ----------------- |
| 5,9×6,5     | 12,3      | 17,3                     | [ 2 ] [ 3 ] [ 5 ] |